# Тернівська сотня
Тернівська сотня – адміністративно-територіальна та військова одиниця Сумського полку Слобідської України. Сотенний центр – слобода Терни (тепер містечко Терни Недригайлівського району Сумської області). 

## Історія
Заснована 1643 на березі річки Терн у місці впадання в неї річок Біж та Бобрик. Перші родини українських переселенців були осаджені путивльским поміщиком Сулешкіним. 
Основна маса населення прибула 1652 на чолі з отаманом Іваном Хомайком, заново колонізувавши слободу, перетворивши її на де-факто українське містечко на кордоні Слобідської України та Гетьманщини. 
З 1659 козаки перебували безпосередньо на службі у путивльського воєводи, а 1669 Слобідська Україна приєднала Терни до Сумському полку, а після цього створила тут окрему адміністративно-територіальну сотню. 
Сотня відома участю у Українсько-Московської війни 1668 на боці Гетьмана Івана Брюховецького. Під час Сіверсько-слобідського походу шведського короля Карла ХІІ і гетьмана Іоанна Мазепи 1708 Тернівська сотня також збройно підтримала Гетьманщину, приєднавшись до Українсько-шведського союзу. 
Ліквідована 1765 внаслідок анексії Московщиною Слобідської України.

### Сотники Тернівські
- Хомайко Іван N (1652 – ?) – записаний як «атаман слободы Терновской»;
- NNN (?-1680-?) – згадка про тернівського сотника (можливо, Хомайка);
- Хомайський (Хомайко) Павло N (?-1682-?) – «того села черкас атаман»;
- Голубенко А. N (?-1699-?) – сотник;
- Москаленко Тимофій N (?-1700-1702-?) – сотник і «старий козак»;
- Подольський Іван Іванович (16.04 (04.11).1738 – 1766) – сотник, одночасно в.о. молодшого полкового осавула.

### Старшини та урядники
- Лайко Максим N (?-1700-1702-?) – сотенний писар;
- Великодній Павло N (?-1686-?) – городовий отаман;
- Заєць NN (?-1700-1702-?) – отаман;
- Шабельник Михайло Степанович (?-1700-1702-?) – городовий отаман.